# Marina Núñez del Prado
Marina Núñez del Prado (17 tháng 10, 1910 – 9 tháng 9, 1995) là một nhà điêu khắc người Bolivia nổi tiếng.
Marina Núñez del Prado là một trong những nhà điêu khắc được kính trọng nhất tại Mỹ Latinh. Các tác phẩm của cô rất gợi cảm, với những đường cong lăn. Cô chạm khắc tác phẩm của mình từ gỗ Bolivia bản địa, cũng như đá granit đen, thạch cao, đá bazan và mã não trắng. Có lẽ một trong những tác phẩm nổi tiếng nhất của cô là "White Venus" (1960), một cơ thể phụ nữ cách điệu trong mã não trắng. Một tác phẩm nổi tiếng khác là "Mẹ và con", được điêu khắc bằng mã não trắng. Các nền văn hóa Bolivian bản địa đã truyền cảm hứng cho phần lớn các tác phẩm của cô.

## Tuổi thơ và giáo dục
Marina Núñez Del Prado sinh ra ở La Paz, Bolivia vào ngày 17 tháng 10 năm 1910. Del Prado lần đầu tiên phát hiện ra tình yêu nghệ thuật của mình khi còn trẻ khi học các kỹ thuật điêu khắc ở La Paz. Niềm đam mê điêu khắc của cô được lấy cảm hứng từ công việc của Michelangelo, và cô tiếp tục học mỹ thuật tại Học viện Mỹ thuật ở La Paz, tốt nghiệp năm 1930. Cô tiếp tục tại trường cũ của mình với tư cách là người hướng dẫn giải phẫu và điêu khắc nghệ thuật. Cô trở thành người phụ nữ đầu tiên đạt được vị trí chủ tịch của Học viện.
Khi cô đang làm việc tại Học viện Mỹ thuật, La Paz, Del Prado bắt đầu triển lãm tại địa phương. Cô  rất năng động, và hợp tác với nhiều nghệ sĩ khác nhau, chẳng hạn như Cecilio Guzmán de Rojas, một họa sĩ người Bolivian dẫn đầu phong trào nghệ thuật bản địa thời bấy giờ. Tương tự, Del Prado chủ yếu tập trung vào công việc của mình về quyền của người bản địa và người bản địa, một hệ tư tưởng chính trị tập trung vào mối quan hệ của người dân bản địa với chính phủ.
Del Prado đã rời bỏ công việc của mình tại trường đại học và thành phố La Paz quê nhà để đi du lịch vào năm 1938. Cô đã dành vài năm tiếp theo để đi qua Peru, Uruguay và Argentina. Sau đó, cô đi du lịch đến các quốc gia khác ngoài Nam Mỹ, bao gồm Ai Cập, một phần của Châu Âu và Hoa Kỳ, nơi cô đã học 8 năm ở New York trong một học bổng do Hiệp hội Phụ nữ Đại học Hoa Kỳ trao tặng.
Khi còn ở New York, Del Prado đã giành được Huy chương Vàng cho triển lãm của cô, Thợ mỏ trong cuộc nổi loạn. Tác phẩm này tập trung vào những người lao động ở vùng Potosi của Bolivian. Không lâu sau đó, vào năm 1948, Del Prado quay trở lại La Paz, nơi cô tiếp tục thực hiện công việc lấy cảm hứng từ người dân bản địa Nam Mỹ, cũng như phong cảnh và văn hóa của quê hương cô. Sau đó, cô chuyển đến Peru vào năm 1972, nơi cô sống với chồng mình, ông Fal Falcón, một nhà văn ở Peru. Cùng với bốn anh chị em của mình, Del Prado đã tặng tác phẩm Casa Museo Marina Nuñez del Prado cho người dân Bolivia để tưởng nhớ cha mẹ cô. Bảo tàng chứa hơn một nghìn tác phẩm nghệ thuật, chủ yếu được thực hiện bởi Del Prado và một số bởi chị gái của cô, Nilda. Del Prado đã qua đời tại Lima, Peru vào năm 1995.